# Carla Somaini
Carla Somaini (13 oktober 1991) is een Zwitserse snowboardster.

## Carrière
Bij haar wereldbekerdebuut, in maart 2014 in Kreischberg, scoorde Somaini direct wereldbekerpunten. In februari 2015 behaalde ze in Stoneham-et-Tewkesbury haar eerste toptienklassering in een wereldbekerwedstrijd. Op de FIS wereldkampioenschappen snowboarden 2017 in de Spaanse Sierra Nevada eindigde de Zwitserse als vijftiende op het onderdeel big air en als dertigste op het onderdeel slopestyle. Op 2 december 2017 boekte Somaini in Mönchengladbach haar eerste wereldbekerzege.

## Resultaten

### Wereldkampioenschappen
| Jaar | Plaats        | Resultaten                 |
| ---- | ------------- | -------------------------- |
| 2017 | Sierra Nevada | 15e Big air 30e Slopestyle |

### Wereldbeker
Eindklasseringen
| Seizoen   | Algm | SBS | BA  |
| --------- | ---- | --- | --- |
| 2013/2014 | 86e  | 48e | -   |
| 2014/2015 | 20e  | 9e  | -   |
| 2015/2016 | 55e  | 23e | -   |
| 2016/2017 | 31e  | 32e | 16e |

Wereldbekerzeges
| Datum           | Plaats          | Onderdeel |
| --------------- | --------------- | --------- |
| 2 december 2017 | Mönchengladbach | Big air   |